# Krzysztof Góral
Krzysztof Góral lub też Krzysztof Góral-Michałek (ur. 1 czerwca 1965) – polski duchowny ewangelicko-reformowany, wieloletni radca duchowny  Konsystorza Kościoła Ewangelicko-Reformowanego w RP.

## Życiorys
Został ordynowany 14 czerwca 1998. Jest proboszczem parafii ewangelicko-reformowanych w Kleszczowie, Pstrążnej i Strzelinie. W kadencji 2016–2020 był też radcą duchownym Konsystorza Kościoła Ewangelicko-Reformowanego w RP. W 2010 jako ówczesny radca duchowny Synodu reprezentował Kościół podczas pogrzebu zmarłego tragicznie biskupa diecezji warszawskiej Kościoła Ewangelicko-Augsburskiego w RP Mieczysława Cieślara. W 2012 był jednym z dwóch kandydatów na stanowisko Superintendenta generalnego Kościoła Ewangelicko-Reformowanego w RP. Na kolejną kadencję wybrano wówczas bp. Marka Izdebskiego. Ponownie bezskutecznie kandydował na funkcję biskupa (superintendenta generalnego) Kościoła w maju 2022. Ksiądz Semko Koroza uzyskał wtedy 30 głosów, zaś ks. Krzysztof Góral uzyskał 5 głosów, a 17 synodałów wstrzymało się od głosu.